# Районы-кварталы
«Районы-кварталы» — второй студийный альбом российской рок-группы «Звери». Данный альбом считается «прорывным» в дискографии «Зверей».

## Создание альбома
Альбом «Районы-кварталы» записывался в период с декабря 2003 года по январь 2004 года. Запись альбома проходила в двух студиях: в «FMDivision» под руководством звукорежиссёра Алексея Мартынова и в студии «Мосфильма», звукорежиссёром Владимиром Овчинниковым. Алексей Мартынов помимо записи занимался сведением альбома всё в той же студии «FMDivision». Альбом полностью мастерился инженером Андреем Субботиным в студии «Saturday Mastering Studio».
Автором почти всех текстов к песням и музыкального сопровождения выступил Роман Билык, кроме нескольких песен. Это песня «О любви», написанная в соавторстве (текст песни написан полностью Валерием Полиенко, музыка написана вместе с Билыком), а также песни «Всё впереди» и «Океаны», музыка к которым написана Билыком, тексты песен написаны Полиенко. На запись песни «Южная ночь» был приглашён трубач Владимир Галактионов.
В записи бэк-вокала поучаствовали Эка Гурцкая, Наталья Бородачёва, Мария Иванова, Алёна Сапожникова, Олеся Орлова из 106-й Детской хоровой школы. Рабочим названием альбома было «О любви», но впоследствии название сменилось на «Районы-кварталы» ввиду того, что группа сформирована из «простых людей», пришедших «из спальных районов, из многоквартирных типовых многоэтажек, из хрущёвских застроек», и играет для соответствующей публики.
Альбом получил премию Муз-ТВ-2005 в категории «Лучший альбом», также группа выиграла в номинациях «Лучшее концертное шоу» за «СК Олимпийский» и «Лучшая рок-группа года». Позже «Звери» выиграли во всех заявленных номинациях, получив статус самой титулованной рок-группы на Муз-ТВ 2005. После получения премий группа отыграла на сцене «Олимпийского» две песни — «Напитки покрепче» и «Районы-кварталы». Дизайном альбома, также как и предыдущего, занимались М. Широкова и М. Лейпунский. На Украине альбом издавал лейбл Moon Records.

## Критика
Настолько усреднённый звук, как в новом альбоме «Районы-кварталы» (CD-Land), такие предсказуемые припевы создать на самом деле тяжело, требуется многолетнее, поистине буддистское усмирение индивидуальности и избавление от привязанностей, чтобы у молодой гитарной группы не выпростался откуда-нибудь сбоку суицид «Агаты Кристи», двусмысленная сексуальность Земфиры и «Снайперов», интеллектуальный попс «Мумий Тролля» или драйв многочисленных доморощенных панков, не говоря уже о собственной, прости господи, мысли.
 — пишет Борис Барабанов в газете Коммерсантъ.

## Список композиций
Все тексты написаны Романом Билыком, кроме «О любви», «Всё впереди», «Океаны» (автор — В. Полиенко), вся музыка написана Романом Билыком, кроме «О любви» (написана в соавторстве с В. Полиенко).
| №                   | Название                | Длительность |
| ------------------- | ----------------------- | ------------ |
| 1.                  | «Районы-кварталы»       | 3:24         |
| 2.                  | «Всё, что касается»     | 3:29         |
| 3.                  | «О любви»               | 3:47         |
| 4.                  | «Южная ночь»            | 2:51         |
| 5.                  | «Молнии»                | 3:54         |
| 6.                  | «Напитки покрепче»      | 3:52         |
| 7.                  | «Всё впереди»           | 3:15         |
| 8.                  | «Океаны»                | 5:23         |
| 9.                  | «За любовь из горлышка» | 3:31         |
| 10.                 | «Игра в себя»           | 3:43         |
| 11.                 | «Дело не в этом»        | 3:23         |
| 12.                 | «Люба»                  | 1:48         |
| 13.                 | «Запомни меня»          | 3:38         |
| Общая длительность: | Общая длительность:     | 45:58        |

## Участники записи
| Звери - Рома «Зверь» — музыка , тексты, вокал, гитара. - Кирилл «Кирбас» Антоненко — клавиши. - Максим Леонов — гитара. - Михаил «Пчёлка» Краев — барабаны. - Константин Лабецкий — бас-гитара. | В создании альбома также принимали участие - Александр Войтинский — продюсер. - Владимир Галактионов — труба. - Детская хоровая школа № 106 — бэк-вокал. |

## Видеоклипы
Клипы были сняты на следующие композиции с альбома:
- Все, что тебя касается (реж. Александр Войтинский, оператор Сергей Трофимов, в роли девушки — Анастасия Цветаева).
- Южная ночь
- Напитки покрепче
- Районы-кварталы (концертный)